# Cato Gruntke
Catharina Elisabeth (Cato) Gruntke (Amsterdam, 29 maart 1872 – Velsen-Zuid, 22 maart 1951) was een Nederlands textielkunstenares en schilderes.

## Levensloop

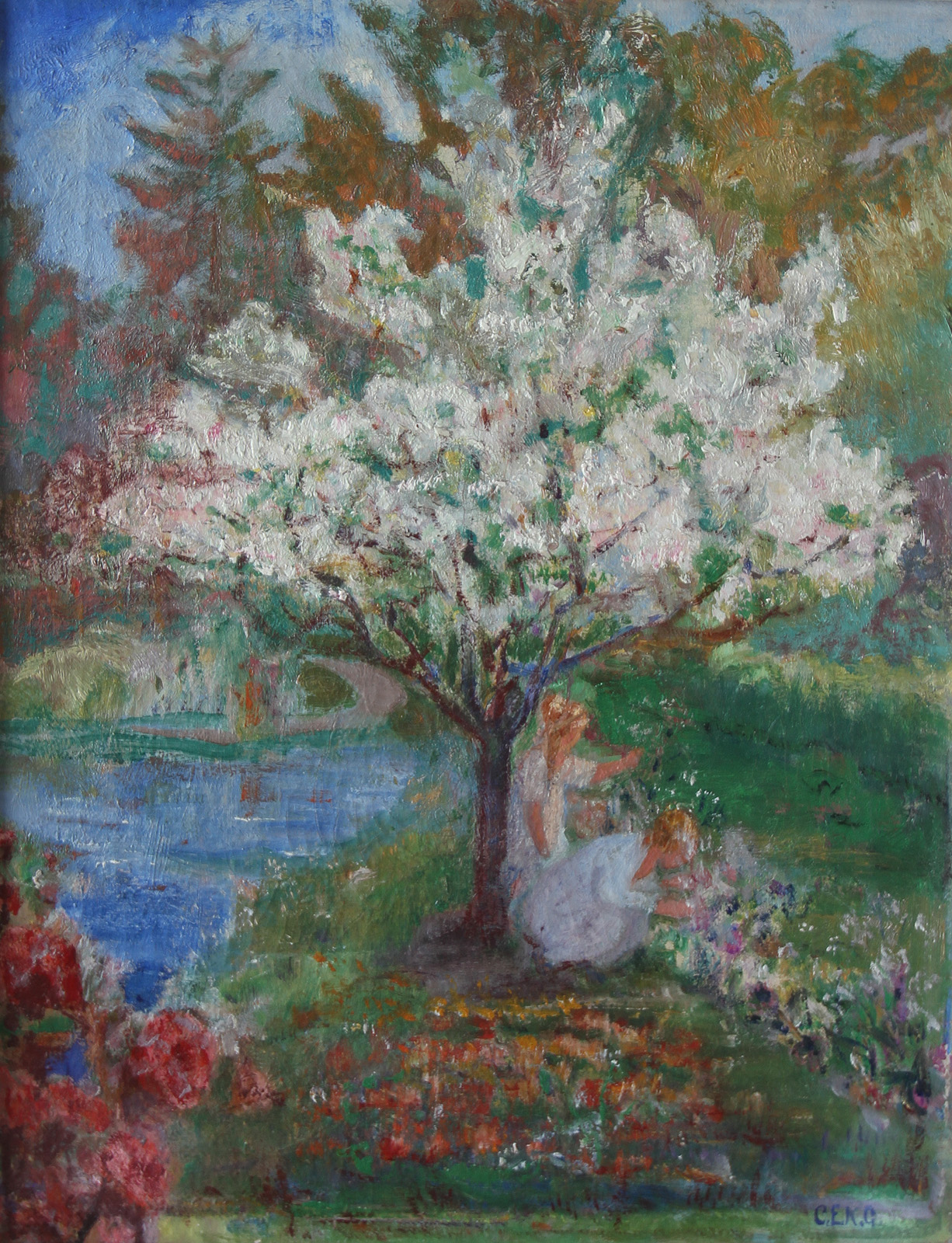
Moeder en kind in een tuin. 1925-1951. Olieverf op doek. 50 × 39 cm. Huidige verblijfplaats onbekend.

Gruntke was het oudste kind van de kantoorbediende Willem Fredrik Gruntke en zijn vrouw Wilhelmina Grijn. Ze volgde een opleiding aan de Rijksschool voor Kunstnijverheid in Amsterdam, waar ze in 1891 slaagde voor het theoretisch eindexamen. Daarna was ze hospitant (docent in opleiding) bij de afdeling decoratieve schilderkunst. In de avonduren volgde ze één of meer cursussen aan de Rijksakademie van beeldende kunsten, eveneens in Amsterdam. Van 1893 tot 1894 werkte ze in het privaatonderwijs, mogelijk in samenwerking met Karel de Bazel en Mathieu Lauweriks. Van 1895 tot 1896 volgde ze nog lessen machinaal kunstnaaldwerk aan de Rijksschool voor Kunstnijverheid. Op 4 juli 1895 werd ze lid van de Theosofische Vereniging, loge Amsterdam. In 1896 nam ze deel aan de Tentoonstelling van decoratieve kunst en van ontworpen teekeningen en modellen van op ambachtsnijverheid toegepaste kunsten in het Museum van Kunstnijverheid in Haarlem. Op 3 maart 1897 werd Gruntke op voordracht van De Bazel en Lauweriks toegelaten tot het architectuurgenootschap Architectura et Amicitia. Ook was ze rond deze tijd lid van Arti et Amicitiae. In 1898 gaf ze een lezing op de Nationale Tentoonstelling van Vrouwenarbeid in Den Haag, die later gepubliceerd werd in het verslag van deze tentoonstelling.
In 1898 vertrok ze naar Boston, waar ze lid werd van de afdeling van de Theosofische Vereniging aldaar. Eind 1898, begin 1899 trouwde ze in New York met de beeldhouwer en theosoof Carl Gustav Bruno Knauff, die ze waarschijnlijk al in Amsterdam had leren kennen. Op 2 december 1899 kregen ze in Boston een dochter. Het huwelijk hield echter geen stand. In 1908 keerde Gruntke met haar dochter terug naar Amsterdam en in 1913 werd de echtscheiding uitgesproken. Van 1916 tot 1927 woonde ze in Muiden, eerst alleen met haar dochter, later ook met haar ouders. Op 7 oktober 1925 hertrouwde ze in Muiden met de schilder Gerard Koster. Vervolgens woonde ze met haar echtgenoot van 1927 tot 1931 in Amsterdam, tot 1934 in Zandvoort en vanaf 1934 in Velsen-Zuid.
- Biografisch Portaal: 42055049
- RKD-Nederlands Instituut voor Kunstgeschiedenis: 366814
- Union List of Artist Names: 500649911
- Virtual International Authority File: 9468161211642740070000